# Chile-65
El Chile-65 es un índice bursátil de acciones chilenas, elaborado por la Bolsa Electrónica de Chile. Está compuesto por las 65 acciones más importantes de Chile, de acuerdo a su capitalización ajustada por flotación. Corresponde a un índice de retorno total, que trata de medir la evolución de la riqueza de un inversionista pasivo en el mercado chileno.
Creado en 2006, este índice tenía como característica identificatoria el que en su composición solo utilizaba criterios de capitalización bursátil, a diferencia del IPSA que en aquella época utilizaba una mezcla entre composición y transacciones. Esta diferencia desapareció a partir del año 2008, cuando el IPSA cambió su metodología por una de capitalización bursátil ajustada por flotación libre. En 2012 fue inscrito como el primer ETF nacional.
Las acciones integrantes del Chile-65 son revisadas de manera anual, en el mes de diciembre, y el criterio de selección establece condiciones mínimas como:
- No son elegibles vehículos de inversión en otras empresas que ya compongan el índice.
- La acción debe haber sido transada, al menos, un 25% de los últimos 180 días hábiles, en alguna de las 3 bolsas de valores del país.

## Listado actual
Durante el 2024 las empresas incluidas en este índice son:
- AESGENER
- AGUAS-A
- ANDINA-B
- AQUACHILE
- BANVIDA
- BCI
- BESALCO
- BLUMAR
- BSANTANDER
- CAMANCHACA
- CAP
- CCU
- CEMENTOS
- CENCOSUD
- CGEGAS
- CHILE
- CMPC
- COLBUN
- CONCHATORO
- COPEC
- CRISTALES
- ECL
- EMBONOR-B
- ENELAM
- ENELCHILE
- ENELGXCH
- ENJOY
- ENTEL
- FALABELLA
- FORUS
- FOSFOROS
- GASCO
- HABITAT
- HF
- HITES
- ILC
- INDISA
- ITAUCORP
- LAS CONDES
- LIPIGAS
- LTM
- MALLPLAZA
- MASISA
- MOLYMET
- MULTIFOODS
- NUEVAPOLAR
- PARAUCO
- PAZ
- PEHUENCHE
- PROVIDA
- RIPLEY
- SALFACORP
- SALMOCAM
- SECURITY
- SK
- SMSAAM
- SMU
- SOCOVESA
- SONDA
- SQM-B
- TRICOT
- VAPORES
- VSPT
- WATTS
- ZOFRI